# صمويل بيكر
صمويل بيكر (بالإنجليزية: Samuel Baker)‏ (1236 - 1311 هـ / 1821 - 1893 م) هو رحالة وضابط وكاتب وخبير في التاريخ الطبيعي ومن دعاة التحرير من العبودية. يعرف بالدرجة الأولى لمحاولته اكتشاف منابع النيل. حمل لقب باشا ولواء في مصر العثمانية.

## رحلاته

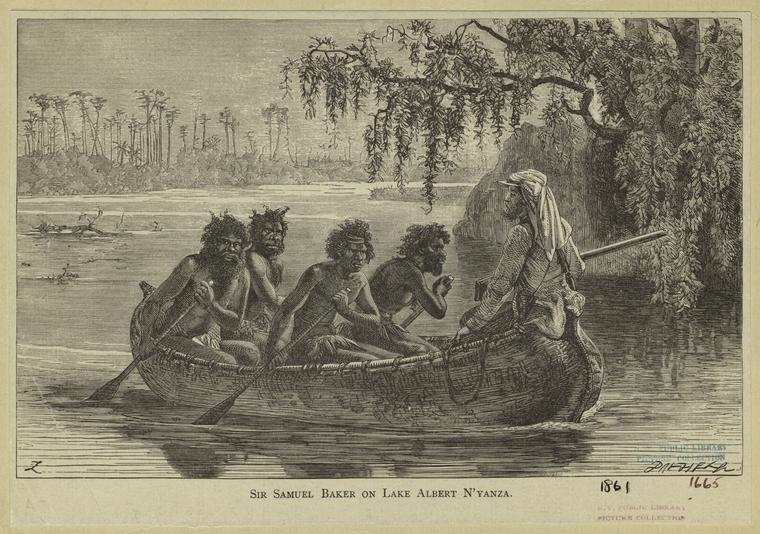
السير صموئيل بيكر على بحيرة ألبرت نيانزا

درس في فرانكفورت وانشا مستعمرة زراعية في جزيرة سيلان (1846 – 1855).
خرج في رحلات إلى منابع النيل حوالى 1864م. اكتشف بحيرة ألبرت والتي سماها هو بحيرة ألبرت نيانزا. اكتشف بعدها شلالات سماها بشلالات مرشيسون. امضى أيضا بعض الوقت مع زوجته في غندكرو.
قاد حملة مصرية في عهد الخديو إسماعيل لاكتشاف منابع النيل وبسط نفوذ مصر على تلك الأصقاع وإنشاء مديرية جديدة للإدارة التركية المصرية هناك عرفت باسم مديرية خط الاستواء والتي رأسها مدة أربع سنوات بقرار خديوي وأرخ أحداثها فيما بعد الأمير عمر طوسون في كتابه "تاريخ مديرية خط الاستواء المصرية"
كتب عدة كتب عن هذه الرحلات وعن منابع النيل عمموما.

## روابط خارجية
- صمويل بيكر على موقع الموسوعة البريطانية (الإنجليزية)
- صمويل بيكر على موقع إن إن دي بي (الإنجليزية)